# Кампиља деи Фочи (Ла Специја)
Кампиља деи Фочи је насеље у Италији у округу Ла Специја, региону Лигурија.
Према процени из 2011. у насељу је живело 116 становника. Насеље се налази на надморској висини од 401 м.